# Jalmari Rinne
Jalmari Ivar Rinne, född 13 november 1893 i Asikkala, död 24 oktober 1985 i Helsingfors, var en finländsk skådespelare.
Rinne föddes i en kulturell familj. Bröderna Joel och Einari var skådespelare, liksom brosdottern Eila Rinne, vars mor var Eine Laine. Jalmar Rinne började verka som skådespelare 1917 i Tammerfors samt var aktiv vid Finlands nationalteater från 1936 fram till pensioneringen 1963. Han var ordförande för Finlands teatersällskap 1936–1975. Rinne medverkade i 76 filmer och TV-uppsättningar mellan 1921 och 1966. 1951 tilldelades Rinne Pro Finlandia-medaljen.
Rinnes första hustru var skådespelaren Anni Aitto, med vilken han hade barnen Tommi, Tiina och Taneli. Rinnes andra hustru från 1939 var skådespelaren Ansa Ikonen, med vilken han hade barnen Katriina och Marjatta.